# Feleknas Uca

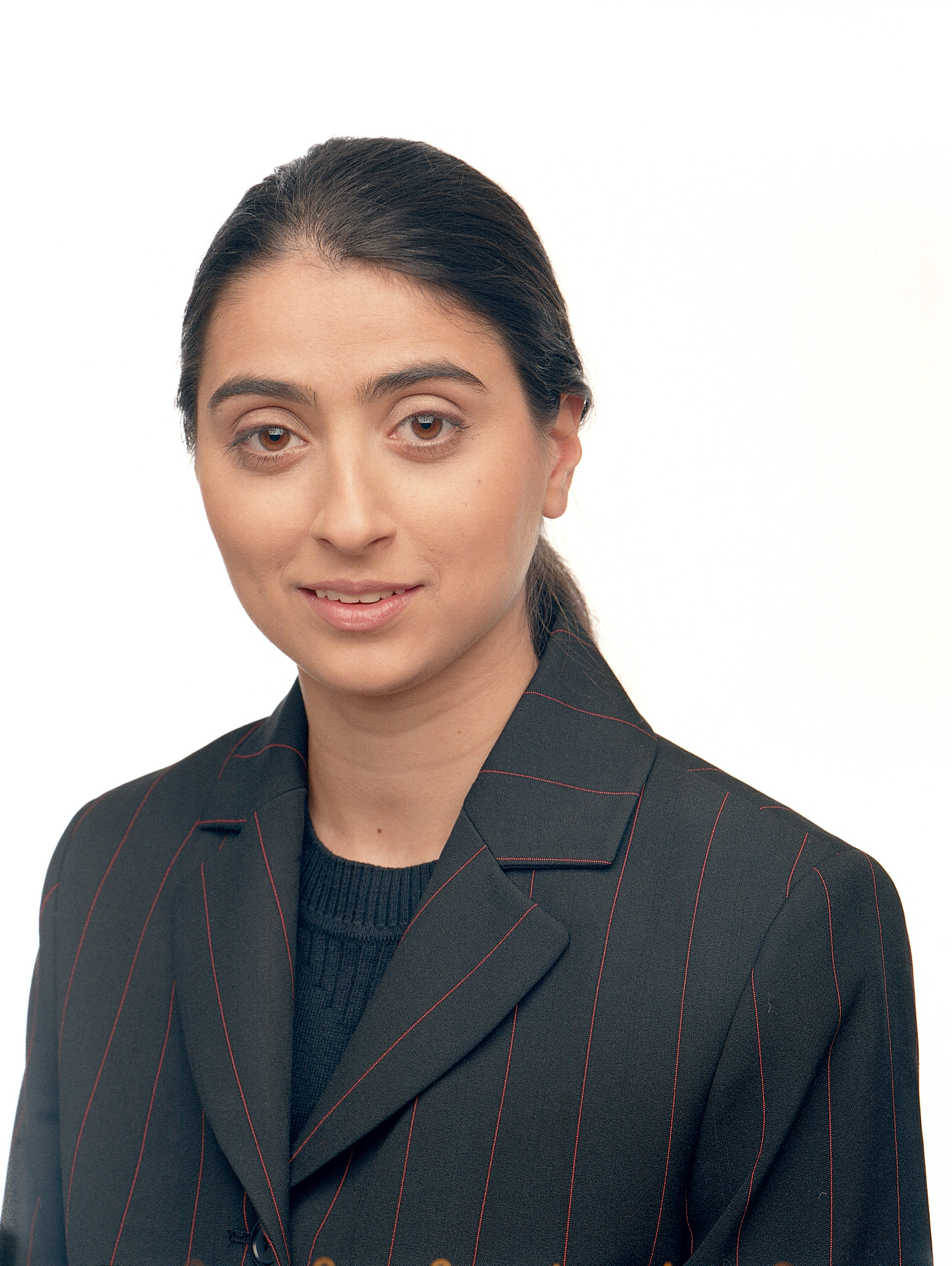
Feleknas Uca

Feleknas Uca (n. 17 septembrie 1976, Celle, Saxonia Inferioară, Republica Federală Germania) este o politiciană germană și turcă, de descendență kurdo-yazidită, fost europarlamentar pentru Germania, având mandate în sesiunile din 1999 - 2004 și 2004-2009, respectiv membră a Parlamentului unicameral al Turciei pentru trei mandate succesive, al en  25-lea, al en  26-lea și al en  27-lea (cel actual) .

## Biografie
Feleknas Uca s-a născut la 17 septembrie în orașul Celle din Saxonia Inferioară din părinți kurzi yazidiți, refugiați din Turcia în Germania.